# Јаков Игњатовић
Јаков Игњатовић (Сентандреја, 26. новембар(јк))/8. децембар(гк) 1822 — Нови Сад, 23. јун(јк))/5. јул(гк) 1889) био је познати српски романописац и прозни писац из 19. века.

## Биографија
Јаша Игњатовић се родио у Сентандреји на црквени празник "Првозвани Андреја" 1822. године (а не 1824. како је записано на његовом портрету, рад Новака Радонића). Отац имењак Јаков, угледни грађанин, варошки тутор који је сина добио под старе дане, умро је шест година касније. Мајка Личанка, Ката од рода Барјактаревића (који су променили презиме у Јаковљевић) умрла када је Јаши била непуна година. Тако је Јаша остало рано сироче, а по мајчином породичном надимку, њега и брата су звали "браћа Таборџије". О њему је водио бригу ујак Ђорђе Јаковљевић, код којег је прешао да живи. Основну школу је учио у месту рођења, а гимназију ("латинску школу") у Сентандреји, Вацу, Острогону и Пешти. Права је слушао у Пешти, али је због сукоба са професорима напустио универзитет и добровољно отишао у хусаре. Касније је завршио права у Кечкемету, као хусар. Кратко време је био адвокат, и чим је избила Мађарска револуција (1848), узео је учешће на страни Мађара против Беча, због чега је, после мађарске капитулације, морао пребећи у Београд. 
У Београду је живео као новинар до 1850, а затим је путовао по свету. Био је наводно официр легионар у француској колонијалној војсци у Алжиру. Више пута се бавио у Цариграду, међу Турцима. Појављује се после три године и отада видно учествује у јавном животу војвођанских Срба. Био је уредник Летописа Матице српске у периоду 1854—1856, затим „народни секретар“ у Карловцима. Када је 1861. године градоначелник постао Светозар Милетић, следили су за њим: Јаша као велики бележник и Змај као подбележнику варошки у Новом Саду. Са Ђорђем Рајковићем уређивао је 1862-63. Путник: лист за умну и душевну забаву. У периоду од 1863. до 1879. године живео је у Даљу, где је радио као адвокат и службеник патријаршијског имања митрополије Горњокарловачке. Своју приватну библиотеку завештао је Српској читаоници у Даљу. Након извесног времена које је провео у Темишвару где је уређивао "Темишварски Гласник", скрасио се сасвим у Новом Саду. Године 1880. он је са Ђорђем Рајковићем, уредник "Недељног листа" у Новом Саду.
Кад је народна странка Светозара Милетића повела заједничку политичку борбу са Мађарима против Беча, Игњатовић је активно учествовао у тој борби и два пута је биран за посланика. Кад је народна странка напустила Мађаре, Игњатовић, супротно огромној већини Срба у Војводини, остаје доследан пријатељ Мађара и поборник српско-мађарског споразума. Због тога је нападан као мађарон и био принуђен да живи одвојено од српског друштва, све до смрти. То је рђаво утицало на његов глас као књижевника. Подсмевао му се у јавности нарочито Јован Јовановић Змај у свом хумористичком листу Стармали 1879-1881. године
Изабран је за дописног члана Српске краљевске академије 23. јануара 1888. године. Био је такође члан Матице српске у Новом Саду и носилац српског ордена Св. Саве. Умро је у Новом Саду јуна 1889. године "уочи Ивандана", где је и сахрањен на Успенском гробљу. Његови потомци данас живе и раде у Пироту.

## Књижевни радови
На књижевни рад Јашин много је утицао писац Сима Милутиновић "Сарајлија". Свом узору је срочио песму 1838. године Песма Милутиновићу. Игњатовић је своју књижевну делатност нарочито развио кад је дошао за уредника „Летописа“. Заједно са Ђуром Јакшићем спада у ред најистакнутијих романтичара у српској књижевности. Као писац Игњатовић је пролазио извесне мене, трагајући за својим идеалом. Почео је са романтизмом, да би завршио као реалиста. Он је тако написао више патриотско-историјских романа и приповедака, који су се свиђали ондашњој српској публици, али који према критичарима немају праве књижевне вредности Такви су историјски романи: Ђурађ Бранковић (првенац, 1855) Краљевска снаха и недовршени Дели - Бакић; приповетке: „Крв за род“ и „Манзор и Џемила“. Много је обимнији и знатнији његов рад на социјалном роману. Он је творац реалистичког друштвеног романа код Срба. Најбољи су му романи: Чудан свет, Васа Решпект, Вечити младожења, Стари и нови мајстори и последњи и најобимнији Патница. И у осталим својим романима и приповеткама Игњатовић слика савремени живот српског друштва у Војводини, али у њима, поред реалистичког приказивања, превлађује хумористички и авантуристички елеменат, особито у романима „Тридесет година из живота Милана Наранџића“ и Трпен спасен (недовршен, у „Србадији“, а прерађен у драму „Адам и берберин“).

## Дела
- Ђурађ Бранковић, Сремски Карловци 1858;
- Милан Наранџић, I—II, Нови Сад 1860—63, (II изд. Београд 1900);
- Чудан свет, Нови Сад 1869;
- Дела Јакова Игњатовића, I, Нови Сад 1874, и II Темишвар 1878;
- Увео листак, Нови Сад 1878;
- Адам и берберин први људи, Нови Сад 1881;
- Стари и нови мајстори, Нови Сад 1883;
- Патница, I—III, Нови Сад 1888, (II изд. Београд 1936);
- Вечити младожења, Београд 1910;
- Васа Решпект, Београд 1913;
- Дела, , Београд 1932—35);
- Одабрана дела, , Нови Сад 1948—53);
- Одабрана дела, , Нови Сад и Београд 1959 и 1969;
- Мемоари, Београд 1966:
- Одабрана дела, , Нови Сад 1985.